# Ours en Roumanie

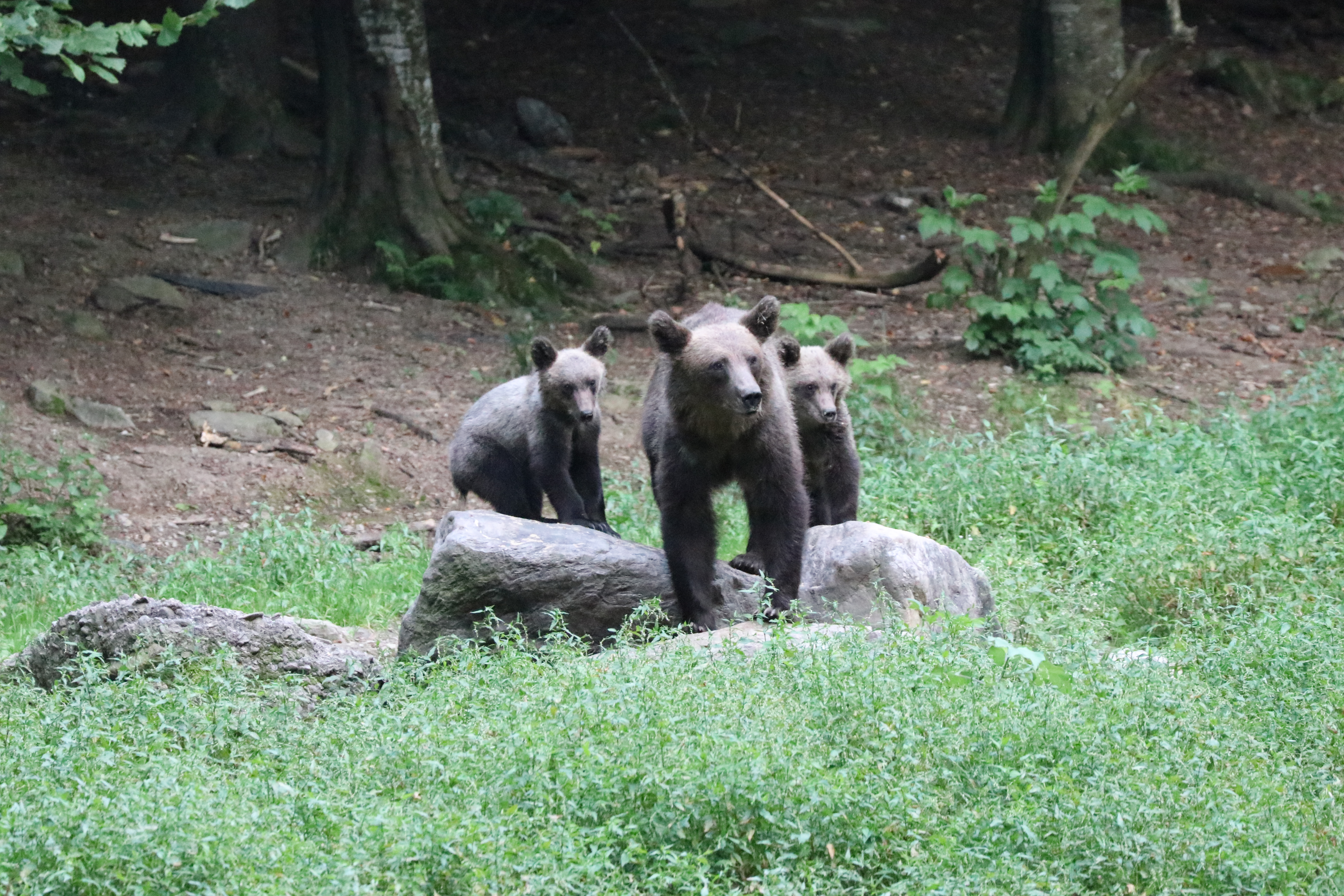
Un groupe d'ours en Roumanie en 2018.

La Roumanie abrite une importante population d’ours bruns. C'est en Roumanie que l'on trouve le plus grand nombre d'ours au sein de l'UE. Les estimations donnent entre 6 000 et 8 000 ours qui peuplent les forêts des Carpates roumaines.
La cohabitation des ours avec les hommes est à l'origine d'incidents,. Onze personnes ont été tuées par des ours entre 2000 et 2015. Six personnes sont tués par des attaques d'ours en 2019. De 2016 à 2021, 154 attaques d'ours ont tué 14 personnes et en ont blessé 158 autres dans le pays.

## Chasse

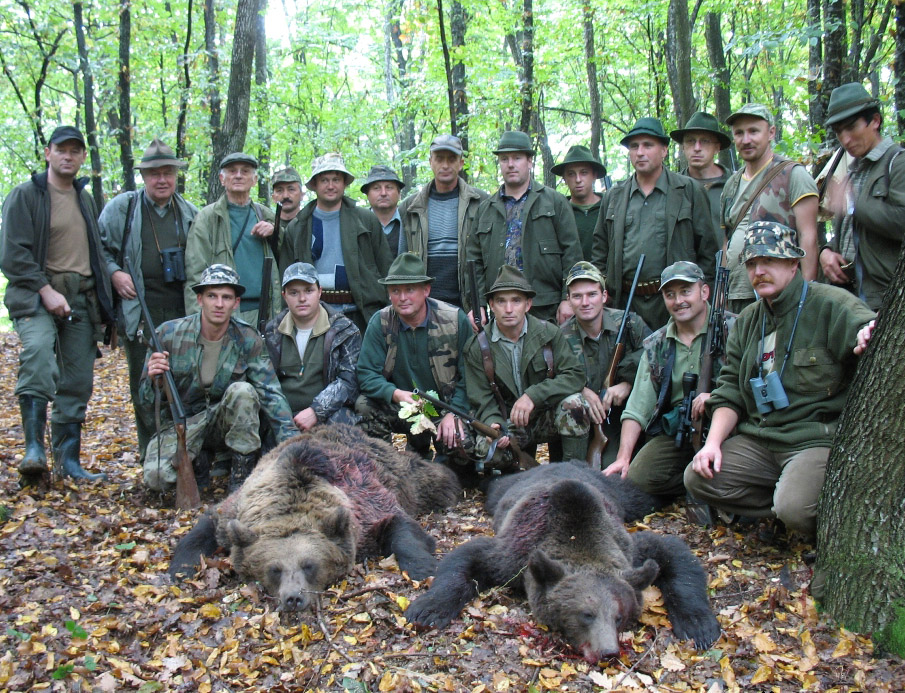
Un groupe de chasseurs posent devant deux ours morts.

La chasse au trophée a été interdite en 2016. Les incidents répétés entraînent des controverses entre les défenseurs de la nature et les autorités qui souhaiteraient limiter la population d'ours par des abatages.

## Culture
Le jeu des ours (en roumain Jocul urșilor (ro)) est une coutume pratiquée la veille du Nouvel An et qui consiste en un défilé traditionnel autour du thème de l'ours. Un groupe de cavaliers-ours est composé de cavaliers déguisés en ours, d'ours, de siffleurs et de batteurs, chacun jouant un rôle spécifique. Dans le défilé, sont parfois présents des ânes ou des hommes masqués.

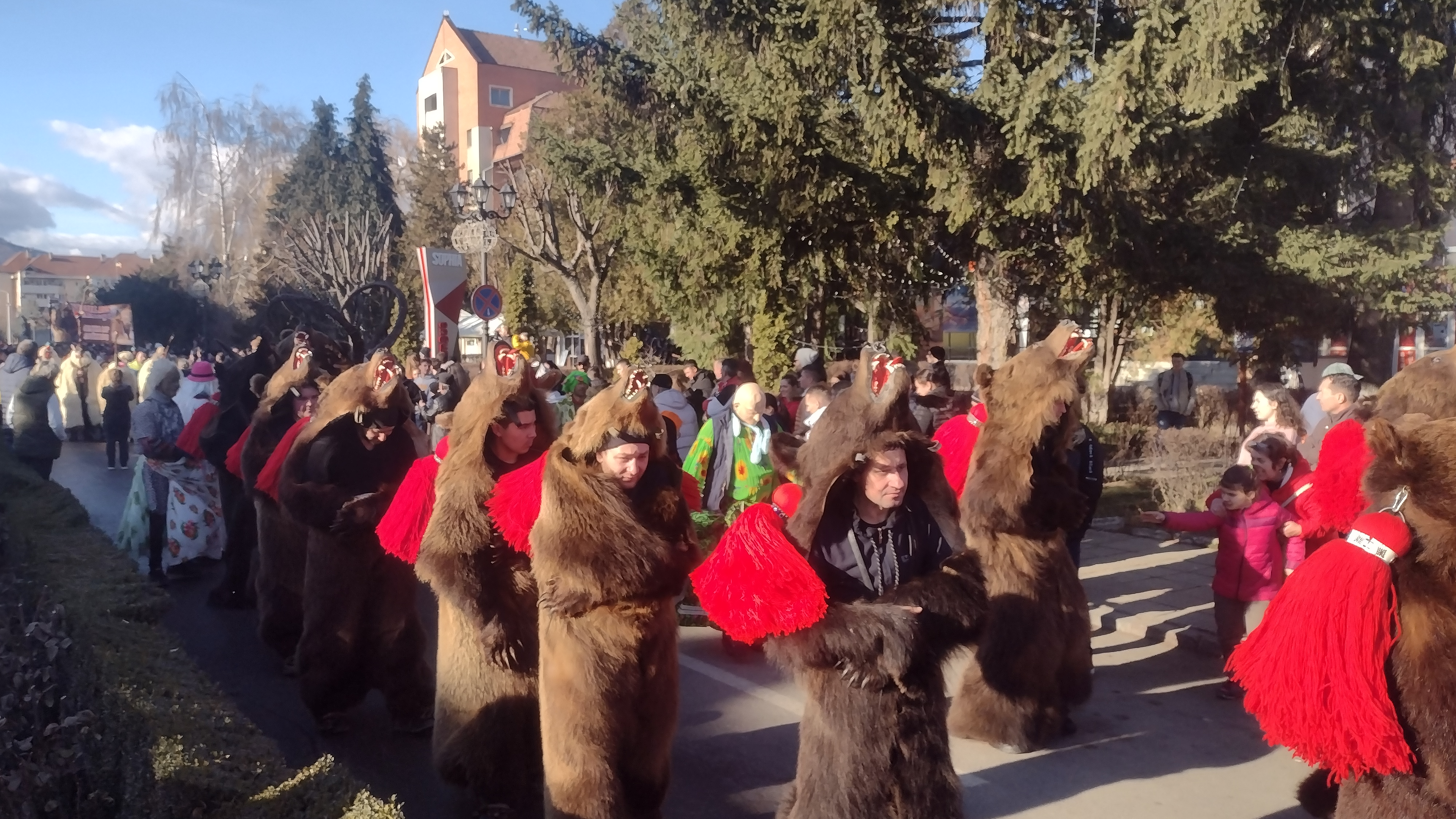
La tradition roumaine appelée jocul ursului utilise de véritables peaux d'ours.